# Кагерманов Алхазур Денайович
Алхазур Денайович Кагерманов (нар. 1934, Гойти‎ — пом. 1987) — чеченський радянський механізатор, бригадир радгоспу «Червоноармійський» Урус-Мартановського району Чечено-Інгуської АРСР, господарський і партійний діяч. Герой Соціалістичної Праці з 24 грудня 1965 року.

## Біографія
Народився у 1934 році в селі Гойтах (нині Урус-Мартановський район Чечні, Російська Федерація) у чеченській селянській сім'ї. Після депортації, з березня 1944 року, разом із сім'єю жив у Семипалатинській області Казахської РСР, де пізніше став працювати механізатором.
У 1957 році повернувся до Гойт, де продовжив працювати механізатором, потім бригадиром тракторно-полеробної бригади у місцевому радгоспі «Червоноармійському». У грудні 1965 року закінчив Серноводський сільськогосподарський технікум, потім — Горський сільськогосподарський інститут в Орджонікідзе, працював у радгоспі «Горець» механізатором.
1969 року очолив новостворений молочно-овочевий радгосп «Гойтинський» з центральною садибою у селі Гойтах. З його ініціативи у середній школі № 2 Гойт було створено учнівську виробничу бригаду.
Пізніше працював першим секретарем Урус-Мартановського райкому КПРС, потім — заступником голови Ради Міністрів Чечено-Інгуської АРСР. Обирався депутатом Верховної Ради СРСР 6-го скликання (1962—1966) і Верховної Ради Чечено-Інгуської АРСР; делегатом XXII та XXV з'їздів КПРС (1961, 1976). Помер у 1987 році.

## Нагороди, вшанування
Указом Президії Верховної Ради СРСР від 24 грудня 1965 року за особливі заслуги у розвитку народного господарства Чечено-Інгуської АРСР йому присвоєне звання Героя Соціалістичної Праці (орден Леніна № 341 682; медаль «Серп і Молот» № 9 002).
Нагороджений також другим орденом Леніна (8 квітня 1971), орденами Трудового Червоного Прапора (7 грудня 1973), Жовтневої Революції (23 грудня 1976), медалями, а також 6 медалями ВДНГ.
У селі Алхан-Юрті Урус-Мартановського району одна з вулиць названа його іменем.